# Microstonyx
Il microstonice (gen. Microstonyx) è un grande suide estinto, vissuto nel corso del Miocene superiore (Vallesiano/Messiniano, circa 10 – 6 milioni di anni fa). I suoi resti fossili sono stati ritrovati in numerose zone d'Europa, in Russia, Turchia, Iran, Pakistan e Cina.

## Descrizione
Questo animale era notevolmente simile a un odierno cinghiale, ma le dimensioni erano notevolmente maggiori: il solo cranio raggiungeva i 60 centimetri di lunghezza, mentre l'altezza al garrese superava il metro. Il peso doveva aggirarsi intorno ai 300 chilogrammi. Il cranio era molto simile a quello delle forme attuali: l'area per l'inserzione dei muscoli che ritraeva il naso mostra che doveva esserci sul muso un disco forte e molto mobile, simile a quello dei cinghiali, che veniva usato per dissotterrare tuberi e radici.

## Classificazione

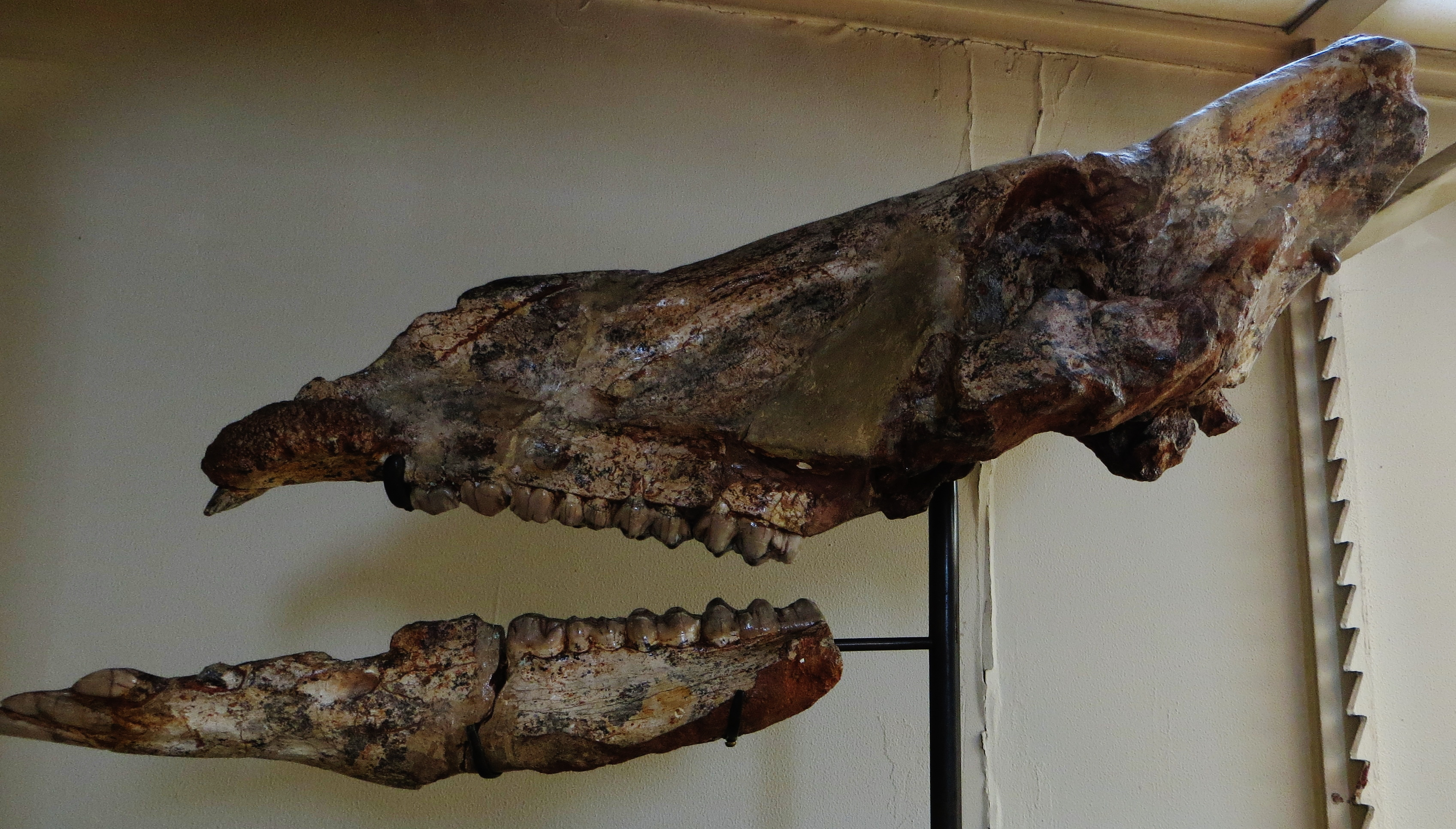
Cranio e mandibola di Microstonyx erymanthius, spesso considerato conspecifico con M. major.

Microstonyx era un rappresentante primitivo della sottofamiglia dei suini (Suinae), che include le forme odierne di suidi. Questo animale apparve pochi milioni di anni dopo la comparsa dei primi suini (Propotamochoerus) e sviluppò in poco tempo dimensioni gigantesche. Al contrario di Propotamochoerus, Microstonyx scomparve alla fine del Messiniano. La specie più nota è Microstonyx major, i cui resti fossili sono piuttosto comuni in Grecia (Pikermi), in Spagna (Piera) e in Germania. Una forma affine ma di dimensioni inferiori (e probabilmente derivata da Microstonyx) è Eumaiochoerus, i cui fossili sono stati ritrovati in Italia (Toscana e Sardegna).